# 奥洛纳堡
奥洛纳堡（義大利語：Castiglione Olona）是意大利瓦雷泽省的一个市镇。总面积7平方公里，人口7853人，人口密度1121.9人/平方公里（2009年）。国家统计（ISTAT）代码为012046。

## 友好城市
- 法國埃蒂普